# Tàu tốc hành Chao Phraya Tuyến cờ cam
Tàu tốc hành Chao Phraya Tuyến cờ cam là một loại tàu chở khách tốc hành phổ biến dành cho tầng lớp lao động. Trong thời gian cấp bách Tàu tốc hành Chao Phraya Tuyến cờ cam sẽ là một lựa chọn cho người đi làm tại Băng Cốc. Để giảm tải vấn đề giao thông tại mọi thời điểm, khách du lịch thường sử dụng Tàu tốc hành Chao Phraya Tuyến cờ cam, ngoài ra tuyến này được dùng để ngắm ngoại cảnh trên sông Chao Phraya.

## Lịch trình
Ngày cập nhật 27/03/2024
| Tuyến/ngày                                          | Thời gian                               |
| --------------------------------------------------- | --------------------------------------- |
| Nonthaburi – Wat Rajsingkorn (Thứ hai–thứ sáu)      | 06:00 sáng – 06:10 tối (mỗi 15–30 phút) |
| Wat Rajsingkorn – Nonthaburi (Thứ hai–thứ sáu)      | 06:00 sáng – 06:10 tối (mỗi 15–30 phút) |
| Nonthaburi – Wat Rajsingkorn (Thứ bảy hoặc ngày lễ) | 07:30 sáng – 05:00 tối (mỗi 20–30 phút) |
| Wat Rajsingkorn – Nonthaburi (Thứ bảy hoặc ngày lễ) | 08:30 sáng – 05:45 tối (mỗi 20–30 phút) |
| Nonthaburi – Wat Rajsingkorn (Chủ nhật)             | 09:00 sáng – 05:00 tối (mỗi 20–30 phút) |
| Wat Rajsingkorn – Nonthaburi (Chủ nhật)             | 10:30 sáng – 05:45 tối (mỗi 20–30 phút) |
| Kiak Kai – Wat Rajsingkorn (Thứ hai–thứ sáu)        | 04:50 tối                               |
| Kiak Kai – Nonthaburi (Thứ hai–thứ sáu)             | 04:45 tối                               |

## Tuyến
| Bến tàu | Bến tàu                   | Bến tàu           | Dịch vụ | Chuyển đổi                        | Vị trí   |                      |                      |   |  |                 |
| ------- | ------------------------- | ----------------- | ------- | --------------------------------- | -------- | -------------------- | -------------------- | - |  | --------------- |
| Bến tàu | Bến tàu                   | Bến tàu           | N30     | Chuyển đổi                        | Vị trí   | Nonthaburi (Pibul 3) | นนทบุรี (พิบูลย์สงคราม 3) | ● |  | Tỉnh Nonthaburi |
| N29/1   | Cầu Rama V                | พระราม 5          | ●       |                                   |          |                      |                      |   |  | Tỉnh Nonthaburi |
| N29     | Pibul 2                   | พิบูลย์สงคราม 2      | ｜      |                                   |          |                      |                      |   |  | Tỉnh Nonthaburi |
| N28     | Wat Kien                  | วัดเขียน            | ●       |                                   |          |                      |                      |   |  | Tỉnh Nonthaburi |
| N27     | Wat Tuek                  | วัดตึก              | ●       |                                   |          |                      |                      |   |  | Tỉnh Nonthaburi |
| N26     | Wat Khema                 | วัดเขมา            | ●       |                                   |          |                      |                      |   |  | Tỉnh Nonthaburi |
| N25     | Pibul 1                   | พิบูลย์สงคราม 1      | ｜      |                                   |          |                      |                      |   |  | Tỉnh Nonthaburi |
| N24     | Cầu Rama VII              | พระราม 7          | ●       |                                   |          |                      |                      |   |  |                 |
| N23     | Wat Soi Thong             | วัดสร้อยทอง         | ●       |                                   | Băng Cốc |                      |                      |   |  |                 |
| N22     | Bang Po                   | บางโพ             | ●       | MRT Ga Bang Pho                   | Băng Cốc |                      |                      |   |  |                 |
| N21     | Kiak Kai                  | เกียกกาย           | ●       |                                   | Băng Cốc |                      |                      |   |  |                 |
| N20     | Kheaw Khai Ka             | เขียวไข่กา          | ●       |                                   | Băng Cốc |                      |                      |   |  |                 |
| N19     | Cục thủy lợi              | กรมชลประทาน       | ｜      |                                   | Băng Cốc |                      |                      |   |  |                 |
| N18     | Payap                     | พายัพ              | ●       |                                   | Băng Cốc |                      |                      |   |  |                 |
| N17/1   | Wat Thepakorn             | วัดเทพากร          | ｜      |                                   | Băng Cốc |                      |                      |   |  |                 |
| N17     | Wat Thepnahree            | วัดเทพนารี          | ｜      |                                   | Băng Cốc |                      |                      |   |  |                 |
| N16     | Cầu Krung Thon            | สะพานกรุงธน (ซังฮี้)  | ●       |                                   | Băng Cốc |                      |                      |   |  |                 |
| N15     | Thewet                    | เทเวศร์            | ●       | Tàu Phadung Krung Kasem           | Băng Cốc |                      |                      |   |  |                 |
| N14     | Cầu Rama VIII             | พระราม 8          | ｜      |                                   | Băng Cốc |                      |                      |   |  |                 |
| N13     | Phra Arthit               | พระอาทิตย์          | ●       |                                   | Băng Cốc |                      |                      |   |  |                 |
| N12     | Cầu Phra Pin Klao         | พระปิ่นเกล้า         | ●       |                                   | Băng Cốc |                      |                      |   |  |                 |
| N11     | Đường sắt Thonburi        | ท่ารถไฟ            | ●       |                                   | Băng Cốc |                      |                      |   |  |                 |
| N10     | Wang Lang (Prannok)       | วังหลัง (พรานนก)    | ●       |                                   | Băng Cốc |                      |                      |   |  |                 |
| N9      | Tha Chang                 | ท่าช้าง             | ●       |                                   | Băng Cốc |                      |                      |   |  |                 |
| N8      | Tha Tien                  | ท่าเตียน            | ｜      |                                   | Băng Cốc |                      |                      |   |  |                 |
| ★       | Wat Arun                  | วัดอรุณ             | ●       |                                   | Băng Cốc |                      |                      |   |  |                 |
| N7      | Rajinee                   | ราชินี              | ｜      | MRT Ga Sanam Chai                 | Băng Cốc |                      |                      |   |  |                 |
| N6/1    | Yodpiman                  | ยอดพิมาน           | ｜      |                                   | Băng Cốc |                      |                      |   |  |                 |
| N6      | Cầu Tưởng niệm            | สะพานพุทธ          | ●       |                                   | Băng Cốc |                      |                      |   |  |                 |
| N5      | Rachawongse               | ราชวงศ์            | ●       |                                   | Băng Cốc |                      |                      |   |  |                 |
| N4      | Cục hàng hải              | กรมเจ้าท่า          | ●       |                                   | Băng Cốc |                      |                      |   |  |                 |
| N3      | Si Phraya                 | สี่พระยา            | ●       |                                   | Băng Cốc |                      |                      |   |  |                 |
| N2      | Wat Muang Kae             | วัดม่วงแค           | ｜      |                                   | Băng Cốc |                      |                      |   |  |                 |
| N2/1    | ICONSIAM                  | ไอคอนสยาม         | ●       | MRL Charoen Nakhon                | Băng Cốc |                      |                      |   |  |                 |
| N1      | Oriental                  | โอเรียลเต็ล         | ●       |                                   | Băng Cốc |                      |                      |   |  |                 |
| CEN     | Sathorn (Cầu Taksin)      | สาทร (ตากสิน)      | ●       | BTS Skytrain BTS Ga Saphan Taksin | Băng Cốc |                      |                      |   |  |                 |
| S1      | Wat Sawetachat            | วัดเศวตฉัตร         | ｜      |                                   | Băng Cốc |                      |                      |   |  |                 |
| S2      | Wat Worachanyawas         | วัดวรรยาวาส        | ｜      |                                   | Băng Cốc |                      |                      |   |  |                 |
| S3      | Wat Rajsingkorn Asiatique | วัดราชสิงขร เอเชียทีค | ●       |                                   | Băng Cốc |                      |                      |   |  |                 |